# Tølløse
Tølløse ist eine dänische Kleinstadt mit 3903 Einwohnern (1. Januar 2023) auf Seeland. Der Ort war das Verwaltungszentrum der ehemaligen Tølløse Kommune.

## Geografie
Tølløse liegt im Südosten der Holbæk Kommune in der Kirchspielgemeinde Tølløse, deren Kirche sich im Dorf Gammel Tølløse nur etwa 1 km westlich der Kleinstadt befindet. Die Kleinstadt ist nach Holbæk und Jyderup die drittgrößte der Kommune.
Der zentral auf Seeland gelegene Ort befindet sich (Luftlinie) etwa 12 km südlich des Stadtzentrums von Holbæk, 19 km nördlich von Ringsted, 20 km westlich des Stadtzentrums von Roskilde und 50 km westlich der Innenstadt von Kopenhagen. Die Entfernung zum Südufer des Isefjords beträgt ca. 6 km.
Das Siedlungsgebiet von Tølløse liegt in recht flachem Terrain auf einer Höhe von ungefähr 40 bis 55 m.o.h.

## Geschichte

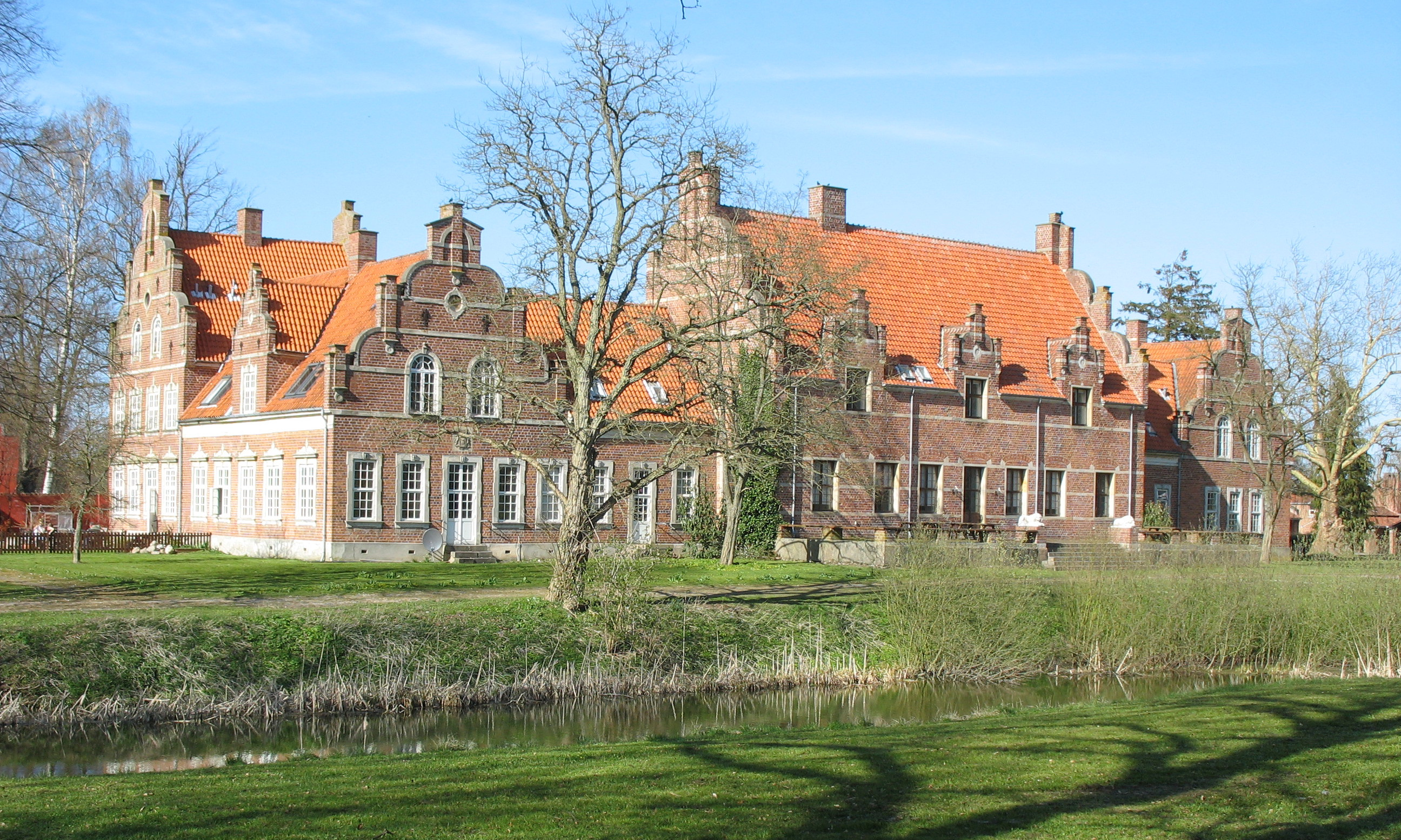
Tølløsegård in Gammel Tølløse

Das Dorf wurde erwähnt um 1370 unter dem Namen Thølløse. Die ältesten Bestandteile der heutigen Tølløse Kirke stammen aus dem 12. Jahrhundert, der Hof Tølløsegård wurde erstmals erwähnt als Besitz des Bischofsstuhls in Roskilde im Jahre 1370.
1874 wurde etwa 2 km östlich des Dorfes ein Bahnhof (Tølløse Station) gebaut. Der Standort wurde gewählt, da dieses Areal kein Teil der Jagdgebiete der damaligen Fürsten in der Region war. Am 30. Dezember 1874 wurde die Bahnstrecke Roskilde–Holbæk–Kalundborg (Nordvestbane) eingeweiht und der Bahnhof in Betrieb genommen. Durch die günstige Verkehrslage entstand dort eine neue Siedlung, die ebenfalls Tølløse genannt wurde. Das kleine Dorf Tølløse mit Kirche und Hof wurde mit dieser Entwicklung zu Gammel Tølløse (dt. Alt-Tølløse) umbenannt. Die Einwohnerzahl von Tølløse stieg zuerst langsam an. Es kamen unter anderen Kaufleute, Handwerker und Angestellte von Post und Bahn.
1901 wurde eine weitere Bahnstrecke eröffnet, sie führte von Høng nach Tølløse und war ein wichtiger Faktor für die Entwicklung des Ortes. Es siedelten sich Unternehmen und Industrie an und durch neue Arbeitsplätze wuchs die Bevölkerung auf 824 Einwohner im Jahre 1921, 1950 waren es 1375 und 1970 war die Einwohnerzahl auf 1982 gestiegen.
1968 wurde im Zuge einer Verwaltungsreform die Kommune Tølløse gebildet, deren Administrationszentrum die Stadt war, bis jene Kommune 2006/2007 mit weiteren Kommunen in die neue Kommune Holbæk integriert wurde.
Die Bahnstrecke Roskilde–Holbæk–Kalundborg wird bis heute von Danske Statsbaner betrieben. Die Bahnstrecke Slagelse–Tølløse (Tølløsebanen), ursprünglich die Strecke von Høng nach Tølløse und 1971 bis nach Slagelse verlängert, wird durch das 2015 durch mehrfache Fusionen entstandene Verkehrsunternehmen Lokaltog betrieben.

## Persönlichkeiten
- Jeppe Bruus Christensen (* 1978), Politiker (Socialdemokraterne)

## Fotogalerie

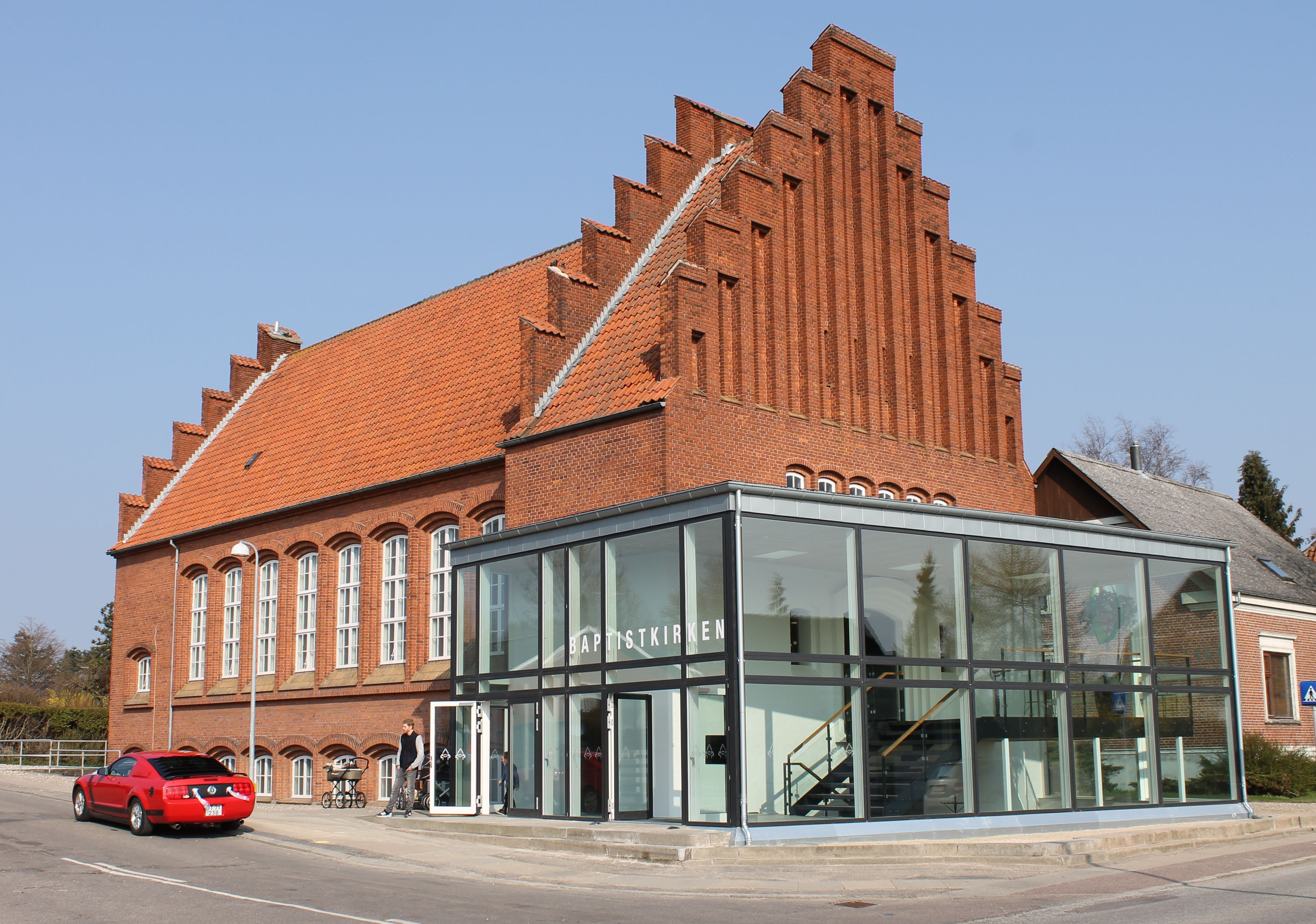
Tølløse Baptist Kirke
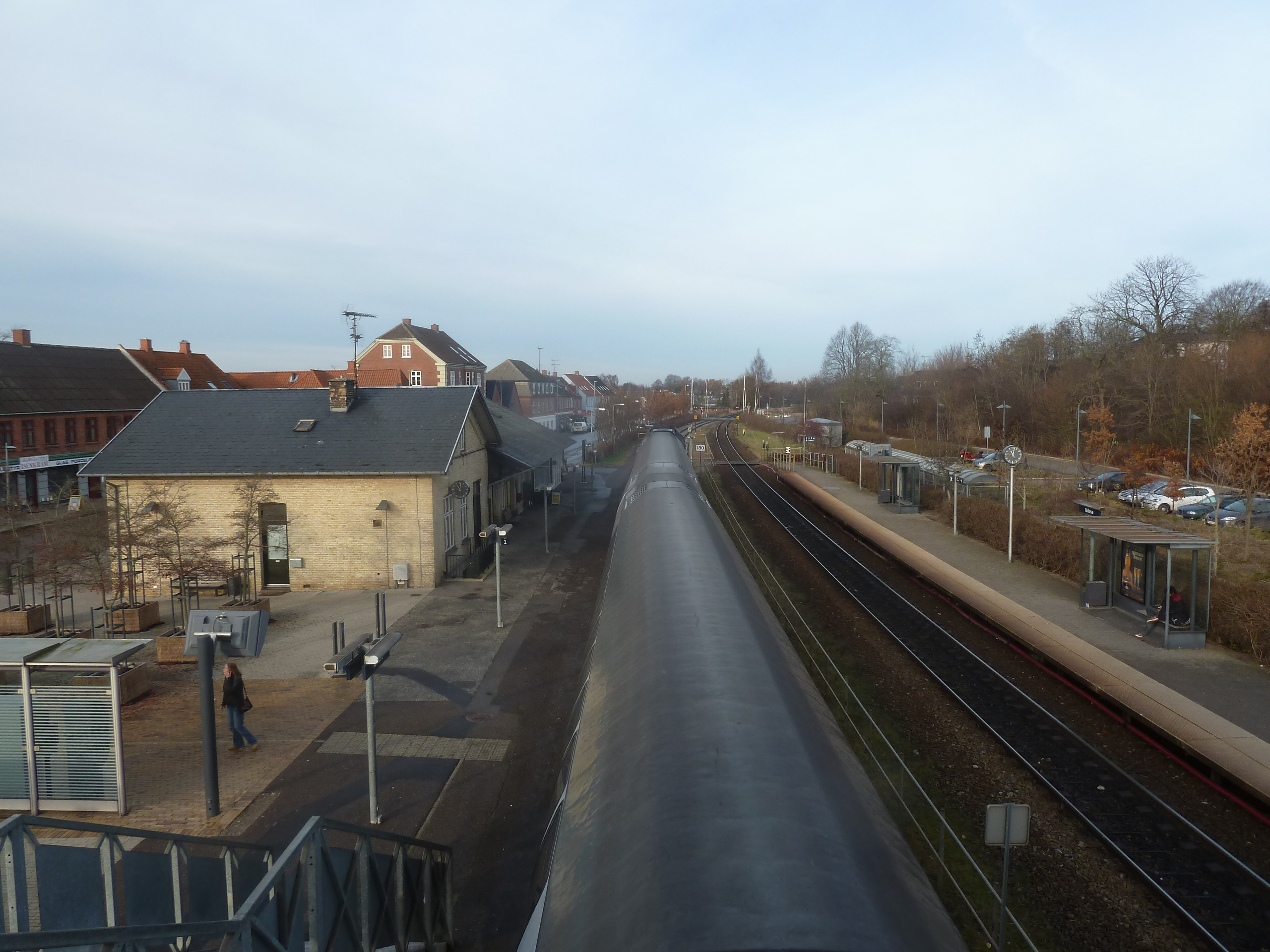
Bahnhof
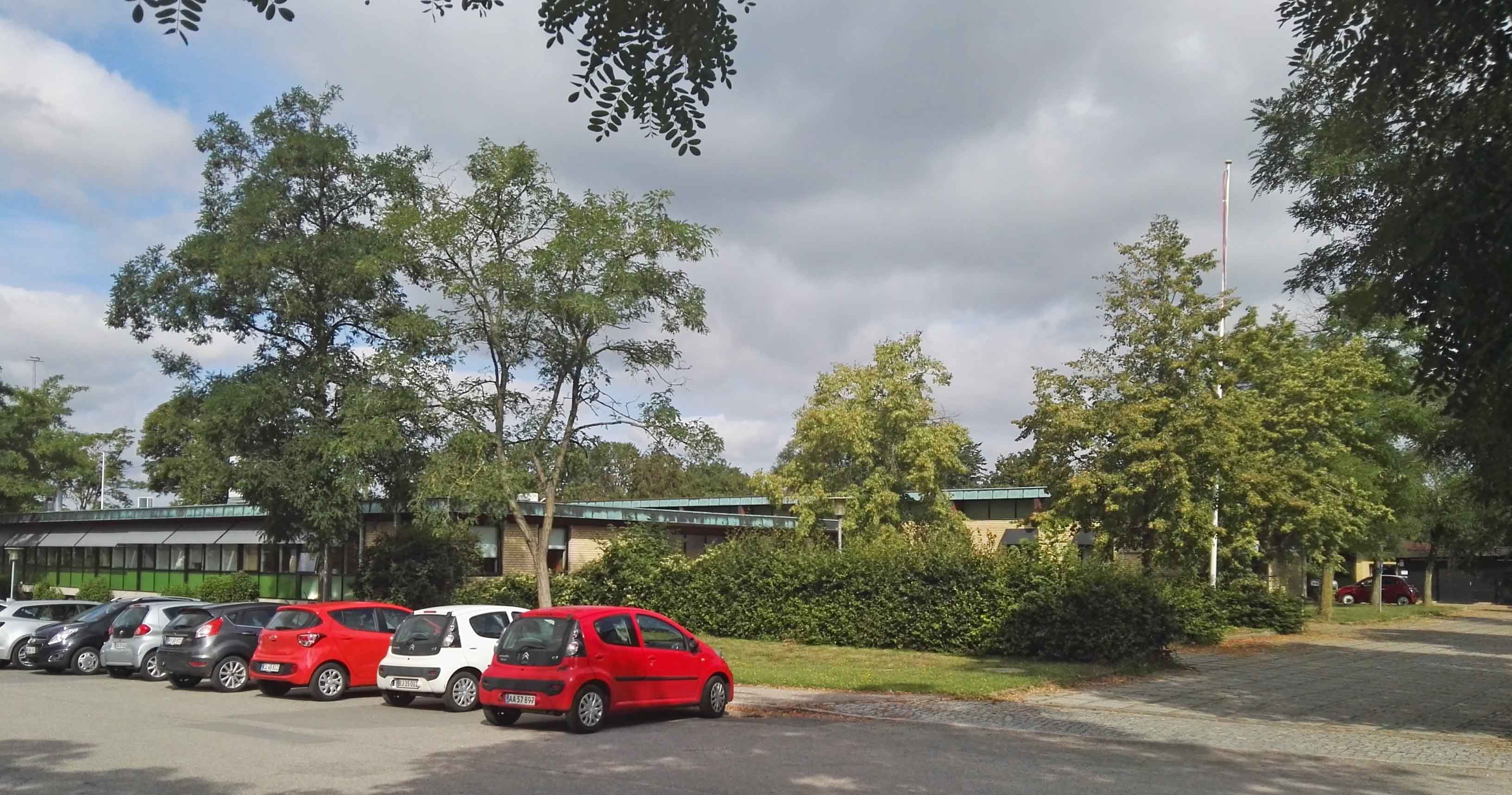
Ehemaliges Rathaus der Tølløse Kommune